# Château de la Grézille
Le château de la Grézille est un château situé à Ambillou-Château, en Maine-et-Loire.

## Localisation
Le château est situé dans le département français de Maine-et-Loire, sur la commune d'Ambillou-Château.

## Historique
Les façades et les toitures du château font l’objet d’une inscription au titre des monuments historiques depuis le 5 avril 1988.
L'église, la partie ruinée avec la tourelle d'escalier, les douves et le sol font l’objet d’un classement au titre des monuments historiques depuis le 24 janvier 1992.